# علي السالوس
علي بن الشيخ أحمد علي السالوس (1353 هـ / 1934م - 7 محرم 1445 هـ / 25 يوليو 2023م). هو عالم مسلم سلفي مصري مقيمٌ في قطر حيث يعمل في مجال التدريس بكلية الشريعة في جامعة قطر منذ 1401 هـ.

## ولادته ونشأته
- ليسانس كلية دار العلوم، 1376 هـ / 1957م.
- دبلوم الدراسات العليا - كلية دار العلوم، 1389 هـ / 1969م.
- ماجستير في الشريعة من كلية دار العلوم، 1389 هـ / 1969م.
- دكتوراه في الشريعة من كلية دار العلوم، 1395 هـ / 1975م.

## عمله في التدريس
عمل بالتدريس في مصر بين عامي 1376 هـ و1395 هـ / 1957م - 1975م؛ تخلّلتها أربع سنوات عمل في الكويت، كما عمل بنفس المجال في الجامعة المستنصرية في بغداد في سنتي 1395 هـ و1396 هـ / 1975م - 1976م. قام بالتدريس في المعاهد العليا بالكويت في الفترة من 1396 هـ إلى 1401 هـ / 1976م - 1981م، إلى أن استقر بكلية الشريعة في جامعة قطر منذ عام 1401 هـ حتى وفاته. تدرّج في عمله بالتدريس من مدرس إلى أستاذ مساعد إلى أن صارا أستاذاً في الفقه والأصول حالياً، بالإضافة لكونه خبيراً في الفقه والاقتصاد بمجمع الفقه التابع لمنظمة المؤتمر الإسلامي.

## الأعمال

### فرق ومذاهب
- فقه الشيعة الإمامية ومواضع الخلاف بينه وبين المذاهب الأربعة.
- أثر الإمامة في الفقه الجعفري وأصوله.
- آية التطهير بين أمهات المؤمنين وأهل الكساء.
- الإمامة عند الجمهور والفرق المختلفة.
- الإمامة عند الجعفرية والأدلة من القرآن العظيم.
- الإمامة عند الجعفرية في ضوء السنة.
- عقيدة الإمامة عند الشيعة الإثني عشرية.
- بين الشيعة والسنة: دراسة مقارنة في التفسير وأصوله
- مع الشيعة الإثني عشرية في الأصول والفروع. في أربعة أجزاء.

### اقتصاد إسلامي
- حكم ودائع البنوك وشهادات الاستثمار في الفقه الإسلامي.
- حكم أعمال البنوك في الفقه الإسلامي.
- معاملات البنوك الحديثة في ضوء الإسلام.
- في البيوع والنقود والبنوك: محاضرات وندوات.
- الاقتصاد الإسلامي. باب في كتاب دراسات في الثقافة الإسلامية.
- المعاملات المالية المعاصرة في ميزان الفقه الإسلامي.
- النقود واستبدال العملات.
- الكفالة وتطبيقاتها المعاصرة: دراسة في الفقة الإسلامي مقارنا بالقانون، ط الكويت والقاهرة.
- الكفالة بين الفقه والقانون.
- الكفالة في الكتاب والسنة والتطبيقات المعاصرة.
- معاملاتنا المعاصرة. بحثٌ قدم للمؤتمر العاشر لمجمع البحوث الإسلامية بالأزهر.
- الاقتصاد الإسلامي ودور الفقه في تأصيله. مع ترجمة إنجليزية.
- الرد على كتاب مفتي مصر حول معاملات البنوك وأحكامها الشرعية.
- بيان فضيلة مفتي مصر في ميزان الفقه الإسلامي. دراسة من سبعة مباحث نُشرت في مجلة النور المصرية، وجريدة اللواء الأردنية، وجريدة الشرق القطرية، ومجلة النور الكويتية، مجلة الاقتصاد الإسلامي التي يصدرها بنك دبي الإسلامي.
- البنوك والاستثمار.
- بيع المرابحة للآمر بالشراء: نظرات في التطبيق العملي.
- المرابحة في المنافع والخدمات.
- الاستصناع.
- المضاربة ومعاملات البنوك. بحثٌ قُدّم لمجمع الفقه برابطة العالم الإسلامي بمكة.
- حماية الحسابات الاستثمارية في المصارف الإسلامية. قدم لمجمع الفقه برابطة العالم الإسلامي.
- الشرط الجزائي وتطبيقاته المعاصرة. نشر في مجلة مجمع الفقه برابطة العالم الإسلامي.
- مخاطر التمويل الإسلامي. بحث قدم لمركز البحوث ببنك التنمية الإسلامي.
- الزكاة والاستثمار.
- التطبيق المعاصر للزكاة. مع ترجمة إنجليزية.
- بحث عن زكاة عروض التجارة.
- أثر تغير قيمة النقود في الحقوق والالتزامات الآجلة.
- البيع بالتقسيط نظرات في التطبيق العملي.
- التضخم والكساد في ضوء حديث ابن عمر.
- التضخم والكساد من منظور إسلامي.
- أحاديث الشروط في البيع وفقهها.
- التعامل المصرفي بالفوائد.
- خطاب الضمان.
- زكاة المستغلات.
- أحكام النقود واستبدال العملات.
- تغير قيمة النقود.
- سندات المقارضة.
- البيع بالتقسيط: نظرات في التطبيق العملي.
- الأسواق المالية.
- فوائد البنوك وشهادات الاستثمار في ضوء الكتاب والسنة والإجماع.
- فوائد القروض والبنوك.
- تطبيقات شرعية لإقامة سوق إسلامية.
- الاقتصاد الإسلامي والقضايا الفقهية المعاصرة. يقع في جزئين.
- الاقتصاد الإسلامي ودور الفقه في تأصيله.
- السياسة المالية: معالجة العجز في الميزانية.
- السياسة النقدية: دور المصارف في ظل نظام اقتصاد إسلامي.
- بحث عن صكوك البديل الإسلامي للسندات وشهادات الاستثمار.

### طب إسلامي
- زواج الأقارب بين العلم والدين.
- تنظيم النسل وتحديده.

### أبحاث عامة
- السنة: بيان الله على لسان رسوله.
- قصة الهجوم على السنة من الطائفة الضالة في القرن الثاني إلى الطاعنين في عصرنا.
- حديث الثقلين وفقهه.
- أجرؤكم على الفتيا أجرؤكم على النار.

## وفاته
توفي مساء يوم الثلاثاء 7 محرم 1445 هـ الموافق 25 يوليو 2023م عن عمر يناهز 89 عاما في مدينة الدوحة بقطر. وارى جثمان الفقيد الثرى يوم الأربعاء بعد صلاة العصر بمقبرة مسيمير، فيما نعاه ورثاه عدد من المشايخ والعلماء والدعاة.

## وصلات خارجية
- صفحته على موقع طريق الإسلام.